# Milan Žofka
Milan Žofka (10. června 1946 Most, Československo – 10. srpna 2018 Teplice, Česko) byl český keramik a sochař.

## Biografie
Milan Žofka byl sice mostecký rodák, ale jeho umění je spojeno s Teplicemi, kde žil a pracoval. V letech 1961–1965 studoval na Střední průmyslové škole keramické v Karlových Varech. Jeho maturitní práce se nedochovala kompletní, chybí podšálky. Po vojně nastoupil do Duchcovské keramičky. Naučil se zde vyrábět složitější formy a technice vypalování. Chtěl se věnovat volné tvorbě a tyto dovednosti a znalosti později využil při realizaci vlastních projektů. Začal pracovat u sochaře a keramika Miroslava Rabocha a ten mu přenechal část dílny. Později koupil ateliér s plynovou pecí v Teplicích. V roce 1985 koupil dům č. p. 10 v Levíně, tzv. „hrnčírnu“ s pecí a v tomto detašovaném ateliéru pracoval 31 let.
Od počátku 70. let 20. století realizoval na severu Čech a v Praze umělecká díla spojená s architekturou, a i bez vzdělání z akademie se zařadil k autorům jako je Miroslav Houra, Ivo Rozsypal nebo Ivan Záleský. Byl členem Svazu českých výtvarných umělců a Sdružení výtvarných umělců keramiků.
Je autorem více než šedesáti děl, která byla umístěna do veřejného prostoru – patřily k nim zejména fontány, reliéfy, zahradní keramika a plastiky. Téměř dvacet jeho děl bylo určeno pro Teplice, některá se již nedochovala. Žofkova autorská tvorba zdobí také mnohé soukromé interiéry a zahrady.

## Dílo
Některé z jeho prací umístěných v Teplicích:
- Kašna na kruhovém objezdu mezi obchodními centry Fontána a Galerie,
- pamětní deska Edvarda Beneše umístěná na Střední průmyslové škole (Benešovo náměstí),[6]
- reliéf hokejistů na bývalém zimním stadionu (demolice v roce 2016).

V Ústí nad Labem vytvořil reliéfy a výzdobu interiéru hotelu Vladimir nebo fontánu v Chlumci.
U příležitosti 75. výročí narození Milana Žofky připravilo Regionální muzeum v Teplicích výstavu jeho tvorby (skici, kresby, fotografickou dokumentaci, keramiku, modely a plastiky z muzejních sbírek); součástí byly i části rozměrného reliéfu (6 x 3 m) z bývalé budovy Geoindustrie v Proboštově, které pracovníci muzea zachránili v roce 2019 před demolicí.

### Galerie

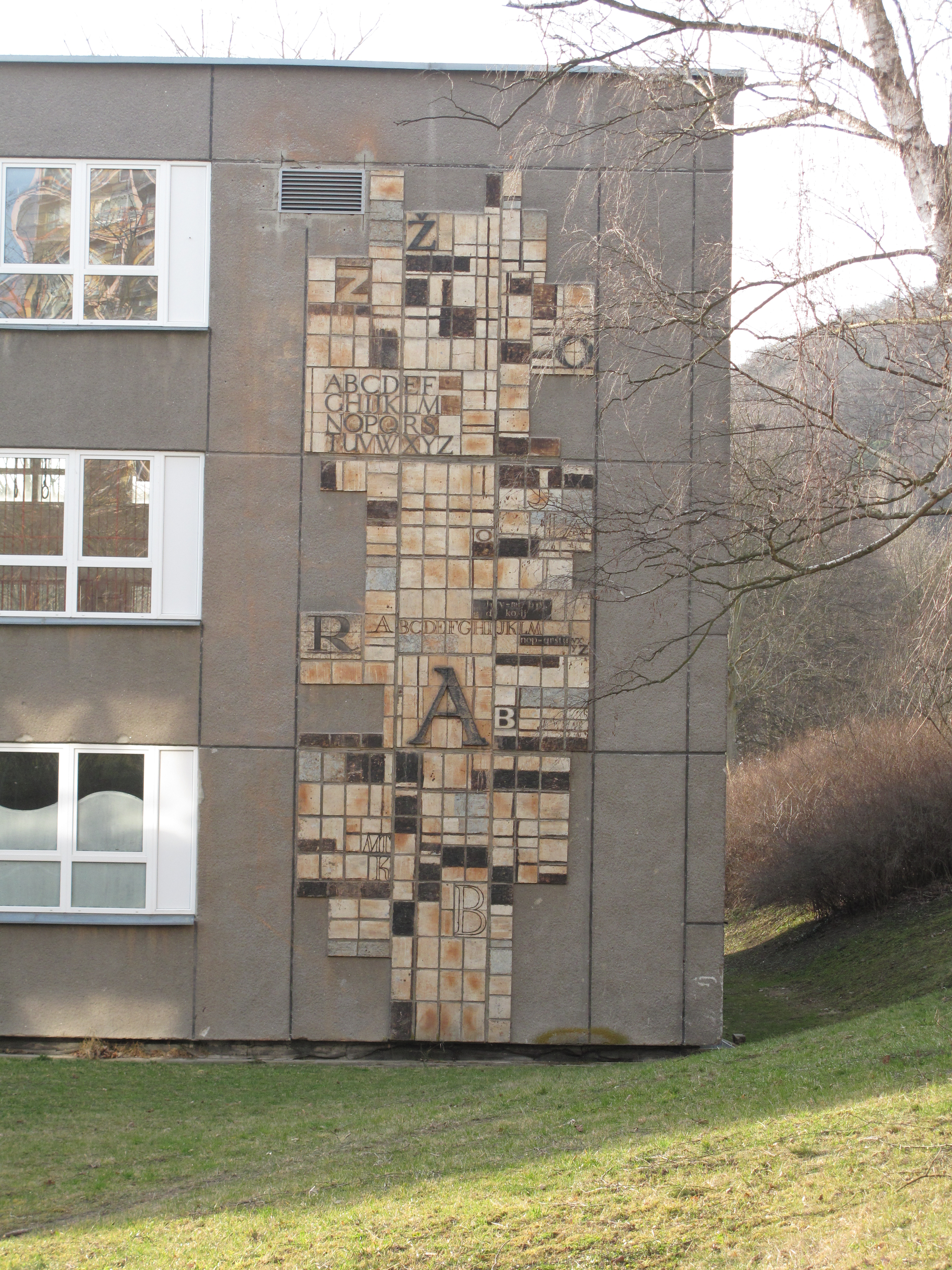
Keramický reliéf (1975) na budově Základní školy v Ruské ulici v Litvínově
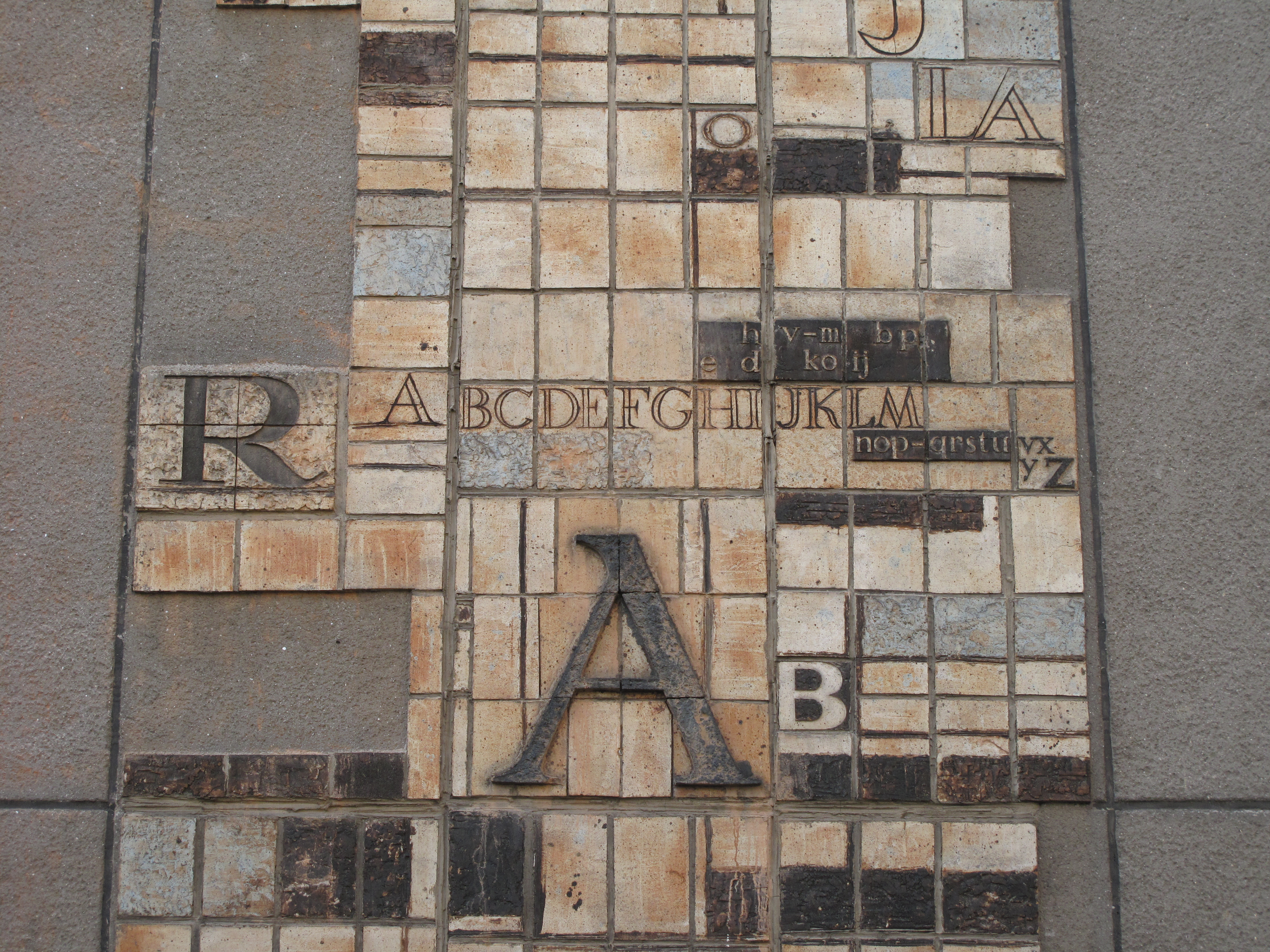
Detail reliéfu
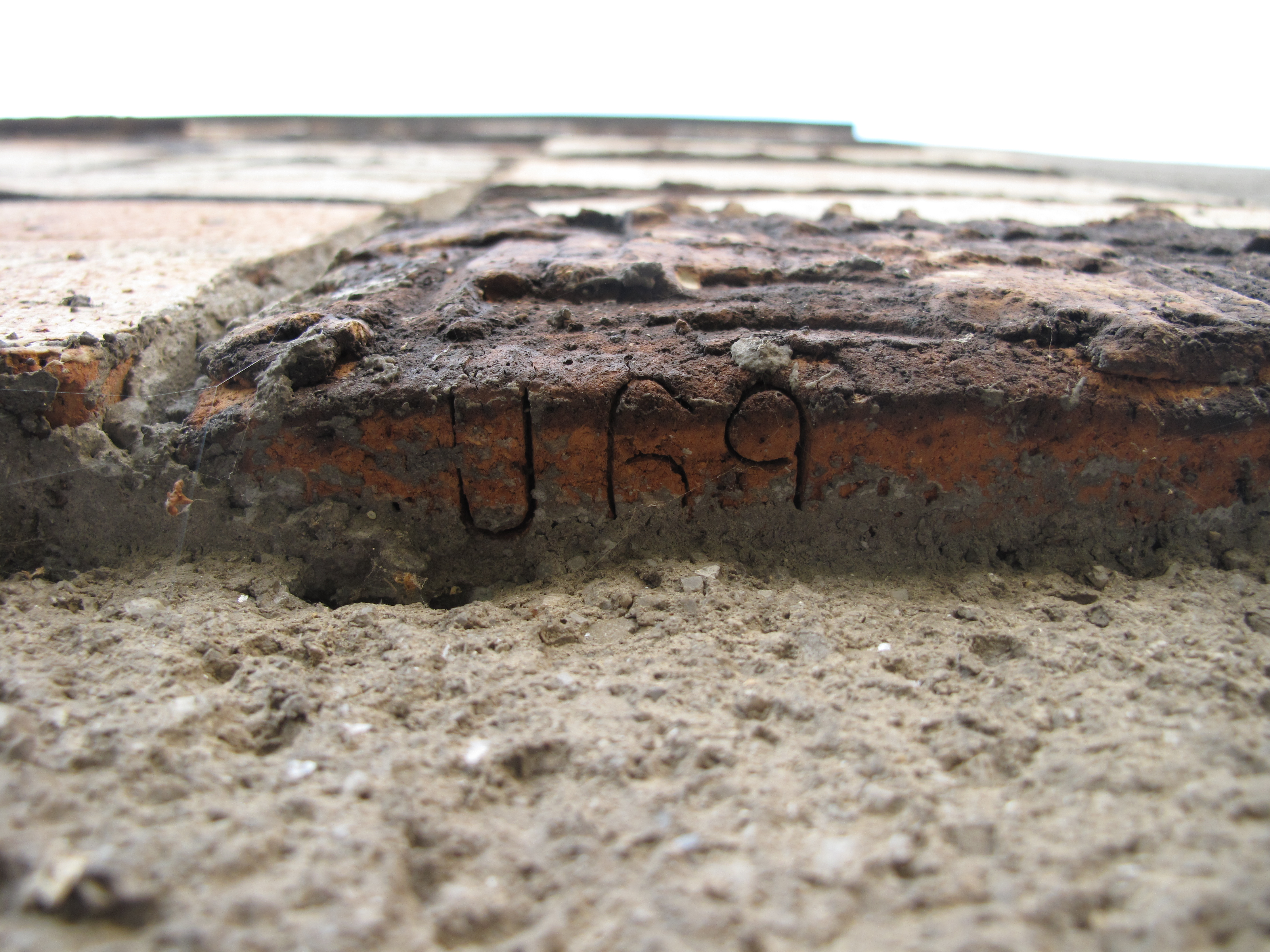
Boční pohled na litvínovský reliéf a číslo šamotové dlažice
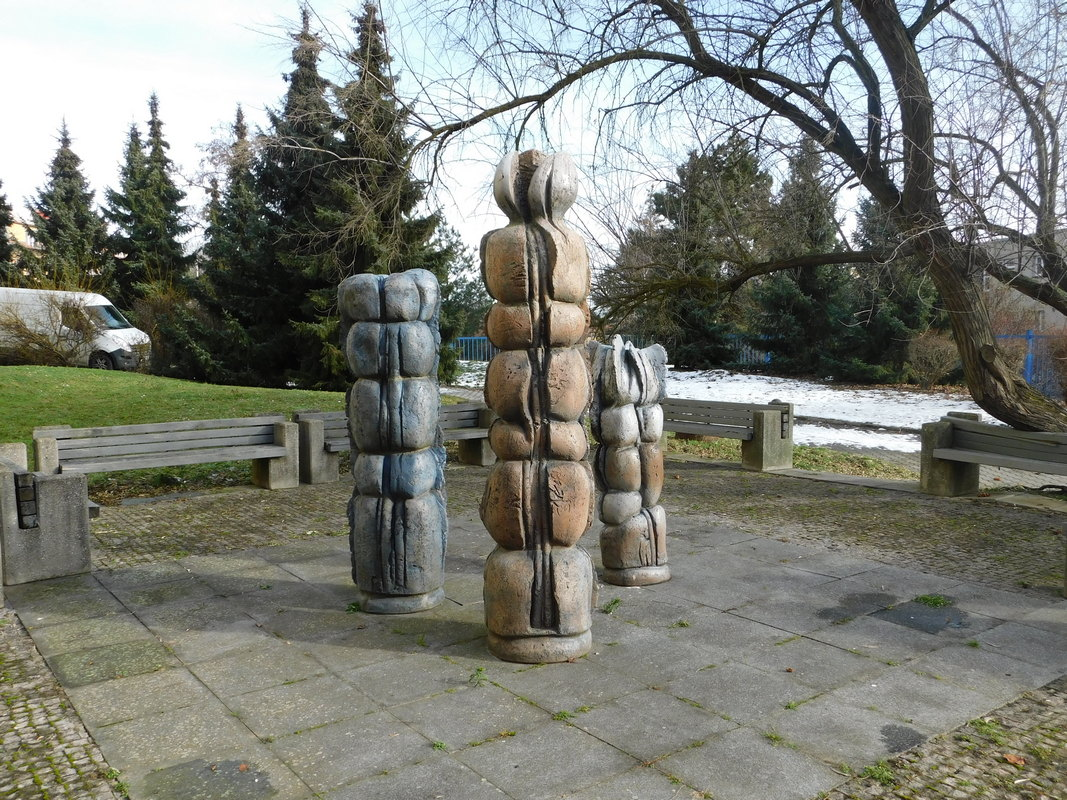
Plastiky v areálu Ústřední vojenské nemocnice v pražském Břevnově
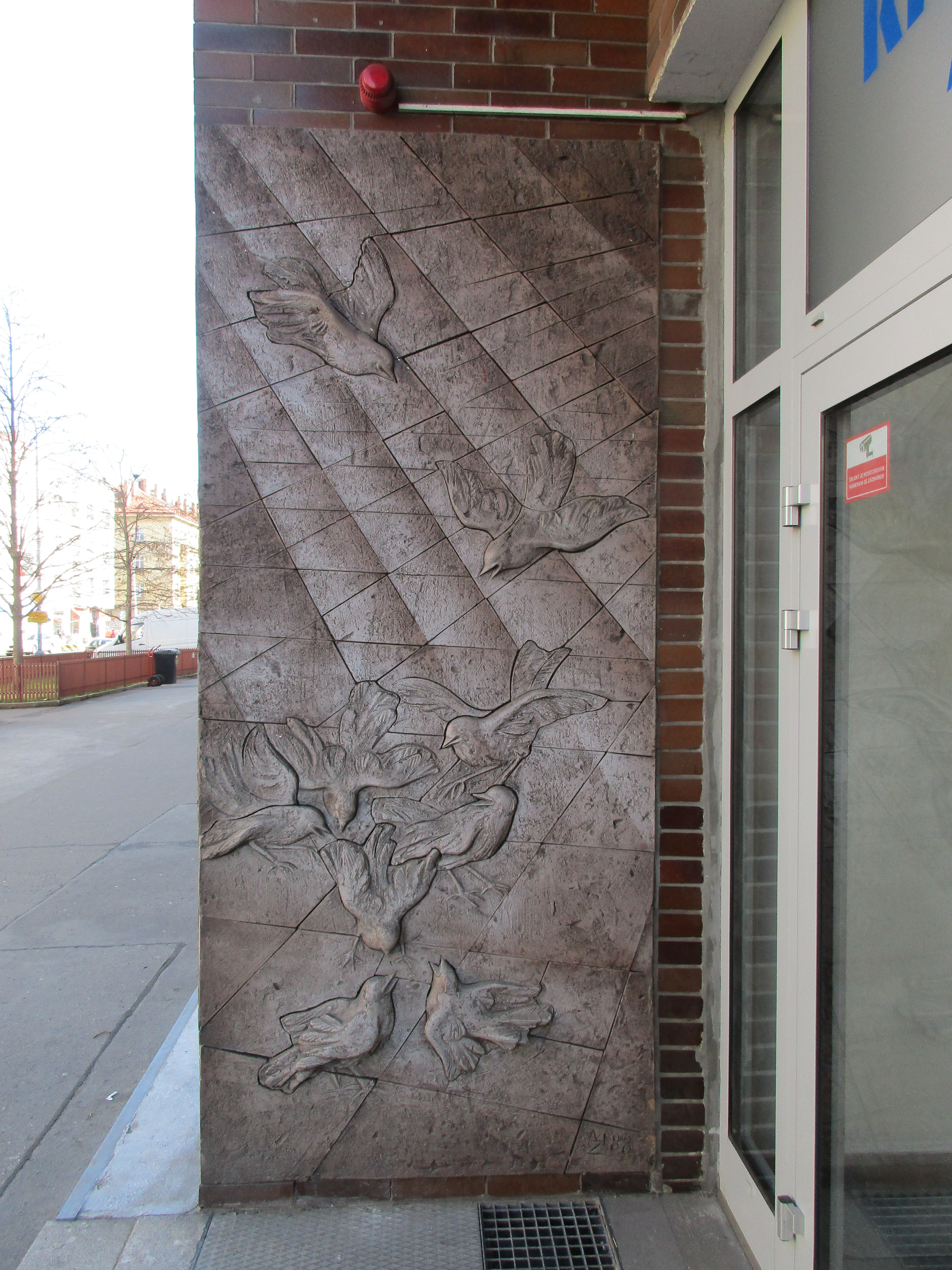
Keramická kompozice I (1988) z pražské ulice Na Pankráci
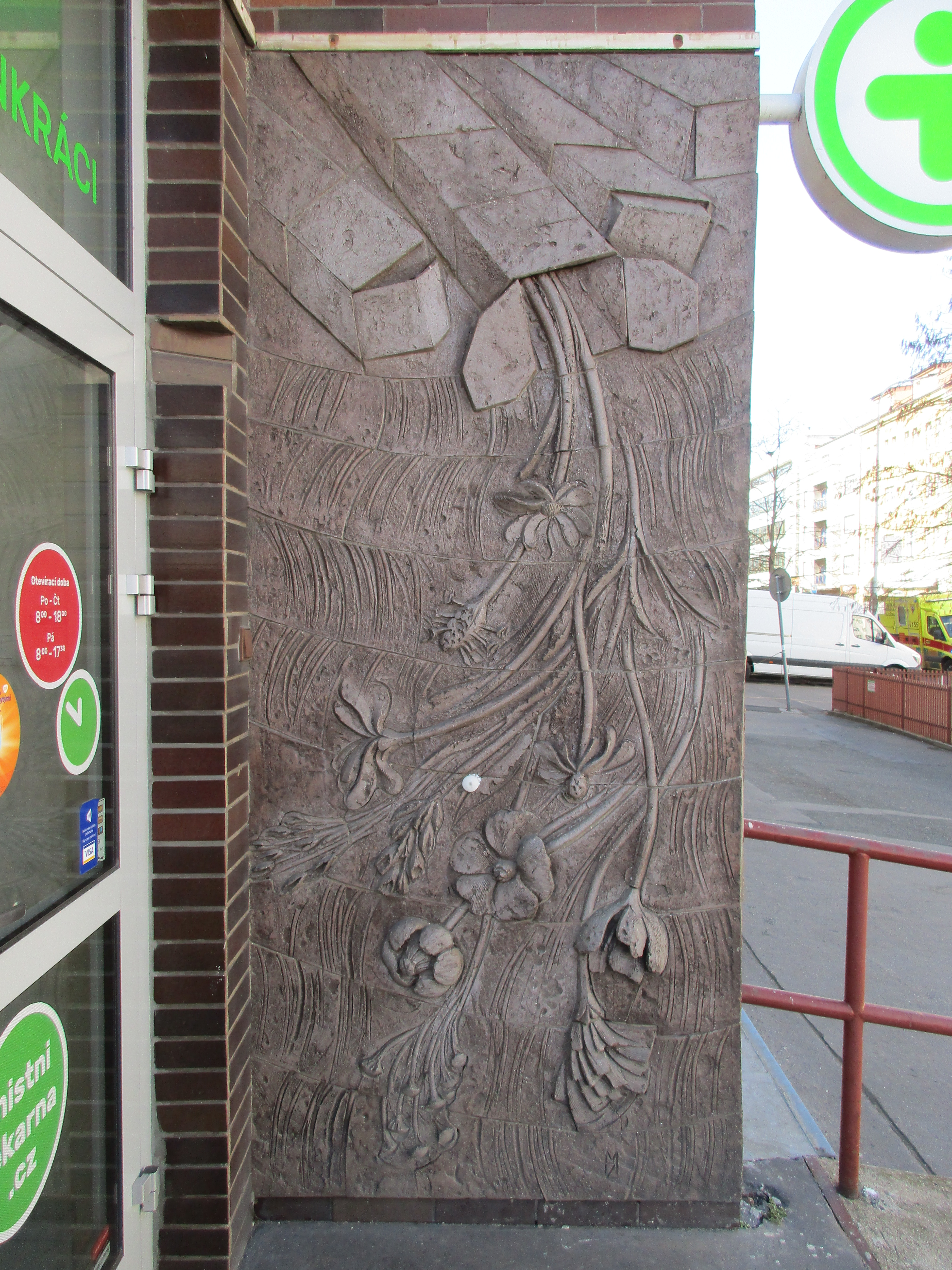
Keramická kompozice II

### Samostatné výstavy (výběr):
1974 – 1992 Výstavy Galerie Díla, Teplice, Ústí nad Labem, Liberec, Přerov
1995 – Keramické objekty, Kodaň, Dánsko
1996 – Realizace, kresby, 50 let, Regionální muzeum, Teplice v Čechách
1996 – Galerie Hefaistos, Děčín
1997 – Klášter, Chomutov
1998 – Galerie Scarabeus, Praha
2002 – Retrospektiva, Galerie Špejchar, Chomutov
2004 – Levínská keramika, Galerie u Brány, Úštěk

### Skupinové výstavy a sympozia
Skupinových výstav se Milan Žofka zúčastnil v České republice i v zahraničí (Itálie, Švédsko, Slovinsko). Svým keramickým dílem „České středohoří“ se představil na sympóziu v Duchcově (září – říjen) v roce 2001.
V srpnu 2014 se konal 2. ročník setkání keramiků např. Aleny Šumové, Soni Růžičkové, Janette Jerie, Luba Košiana, Adriany Kalavské a Kanaďana Michaela Hartleyho. Setkání bylo nazváno „Schimposium Levín“ podle japonského přenosného kruhu a umělci tvořili v dílně Milana Žofky.